# Onychorhynchus
Onychorhynchus (kroontirannen) is een geslacht van zangvogels uit de familie Onychorhynchidae.

## Soorten
Het geslacht kent de volgende soorten:
- Onychorhynchus coronatus  – Amazonekroontiran
- Onychorhynchus swainsoni  – Atlantische kroontiran